# Джон Ледженд
Джон Ледженд (англ. John Legend; Спрингфілд, Огайо) — псевдонім американського автора-виконавця Джона Стівенса (John Stephens), який вважається одним з основних представників нео-соула — ретроспективного напряму в сучасному ритм-н-блюзі.
Випуск дебютного альбому Ледженда, Get Lifted (2004), супроводжувався виключно теплими відгуками музичних критиків, які принесли йому п'ять премій «Греммі».
Незважаючи на зазначену в записах Ледженда спадкоємність з майстрами ритм-енд-блюзу попередніх поколінь, виконавець не цурається хіп-хопових впливів. Так, в Get Lifted звучить вокал провідних реперів Снуп Догга і Каньє Веста. Вокал Ледженда можна почути в його спільній роботі з MSTRKRFT (пісня «Heartbreaker») і The Roots («The Fire»). Також Джон заспівав разом з сайд-проектом Майка Шиноди Fort Minor у пісні High Road.
У вересні 2013 року Ледженд на озері Комо одружився з моделлю Кріссі Тейге. Кадри весільної церемонії увійшли в кліп до балади «All of Me», яка в травні 2014 очолила найпрестижніший американський хіт-парад Billboard Hot 100. Рік потому Стівенс отримав «Оскар» (за пісню «Glory» до фільму «Сельма»).

## Альбоми
| Year | Title                                                                              | Peak chart positions | Peak chart positions | Peak chart positions | Peak chart positions | Peak chart positions | Peak chart positions | Sales and certifications                                                                |
| Year | Title                                                                              | U.S.                 | AUS                  | FRA                  | GER                  | SWE                  | UK                   | Sales and certifications                                                                |
| ---- | ---------------------------------------------------------------------------------- | -------------------- | -------------------- | -------------------- | -------------------- | -------------------- | -------------------- | --------------------------------------------------------------------------------------- |
| 2004 | Get Lifted - Released: December 28, 2004 - Label: GOOD Music, Columbia, Sony Urban | 4                    | 36                   | 53                   | —                    | 2                    | 12                   | - RIAA certification: Platinum - U.S. sales: 2.1 million - Worldwide sales: 3 million   |
| 2006 | Once Again - Released: October 24, 2006 - Label: GOOD Music, Columbia, Sony Urban  | 3                    | —                    | 58                   | 33                   | 8                    | 10                   | - RIAA certification: Platinum - U.S. Sales: 1.2 million - Worldwide sales: 2.5 million |
| 2008 | Evolver - Released: October 28, 2008 - Label: GOOD Music, Columbia, Sony Urban     | 4                    | —                    | 72                   | —                    | 38                   | 21                   | - U.S. Sales: 400,792 - Worldwide sales:                                                |